# R-360 Neptune
Pour les articles homonymes, voir Neptune.
Le Neptune (ukrainien : Р-360 « Непту́н », romanisé en R-360 Neptune) est un missile de croisière antinavire ukrainien développé par le bureau d'études Luch.
Sa conception est basée sur le missile antinavire soviétique Kh-35, avec une portée et une électronique considérablement améliorées. Le système est conçu pour détruire ou mettre hors de combat les navires de guerre de surface et les navires de transport d'un déplacement allant jusqu'à 5 000 tonnes, se déplaçant soit en convoi, soit seuls.
Le système entre en service dans la marine ukrainienne en mars 2021.

## Développement
Le missile est révélé pour la première fois lors de l'exposition « Armes et sécurité 2015 » à Kyïv.
Selon des informations d'origine sources ouvertes, les premiers éléments de vol du missile de croisière sont fabriqués au printemps 2016. La production des systèmes de missiles avancés a lieu en coopération avec d'autres entreprises ukrainiennes, notamment Artem Luch GAHK, Kharkiv State Aviation Plant (uk), Motor Sich (moteur à double flux MS-400), Ioujmach, Lviv LORTA, Vychneve ZhMZ Vizar Kyïv , etc.[réf. nécessaire].
Les premiers tests du système sont effectués le 22 mars 2016, en présence du secrétaire du Conseil de la sécurité nationale et de la défense d'Ukraine Oleksandr Tourtchynov. À la mi-2017, les missiles Neptune sont testés en même temps que les essais du complexe missile Vilkha. Cependant, contrairement au Vilkha, les résultats des tests et les capacités du Neptune ne sont pas rendus publics. Selon le service de presse du Conseil de défense et de sécurité nationale d'Ukraine, les premiers essais en vol réussis du missile ont lieu le 30 janvier 2018. Le 17 août 2018, le missile réussit à toucher une cible à une distance de 100 kilomètres lors de tirs d'essai dans le sud de l'oblast d'Odessa. Le 6 avril 2019, le missile est à nouveau testé avec succès, touchant des cibles lors d'essais près d'Odessa. Selon le président Petro Porochenko, le système Neptune doit alors être livré à l'armée ukrainienne en décembre 2019.
Après le retrait des États-Unis et de la fédération de Russie du Traité sur les forces nucléaires à portée intermédiaire, l'Ukraine annonce qu'elle envisage de développer des missiles de croisière à portée intermédiaire. Les analystes considèrent le missile Neptune à portée étendue comme un candidat pour un tel effort.
L'Ukraine signe un mémorandum avec l'Indonésie sur la conclusion d'un contrat pour la fourniture d'un certain nombre de missiles Neptune, reporté pour la première fois en décembre 2020. Ainsi, l'Indonésie pourrait devenir le premier acheteur étranger du Neptune, selon Defence Express qui se réfère à l'entreprise publique Progres, spécialisée dans le commerce extérieur et filiale d'Ukrspecexport (en).
En mars 2021, la marine ukrainienne obtient les premières unités du RK-360MC Neptune.

## Historique opérationnel

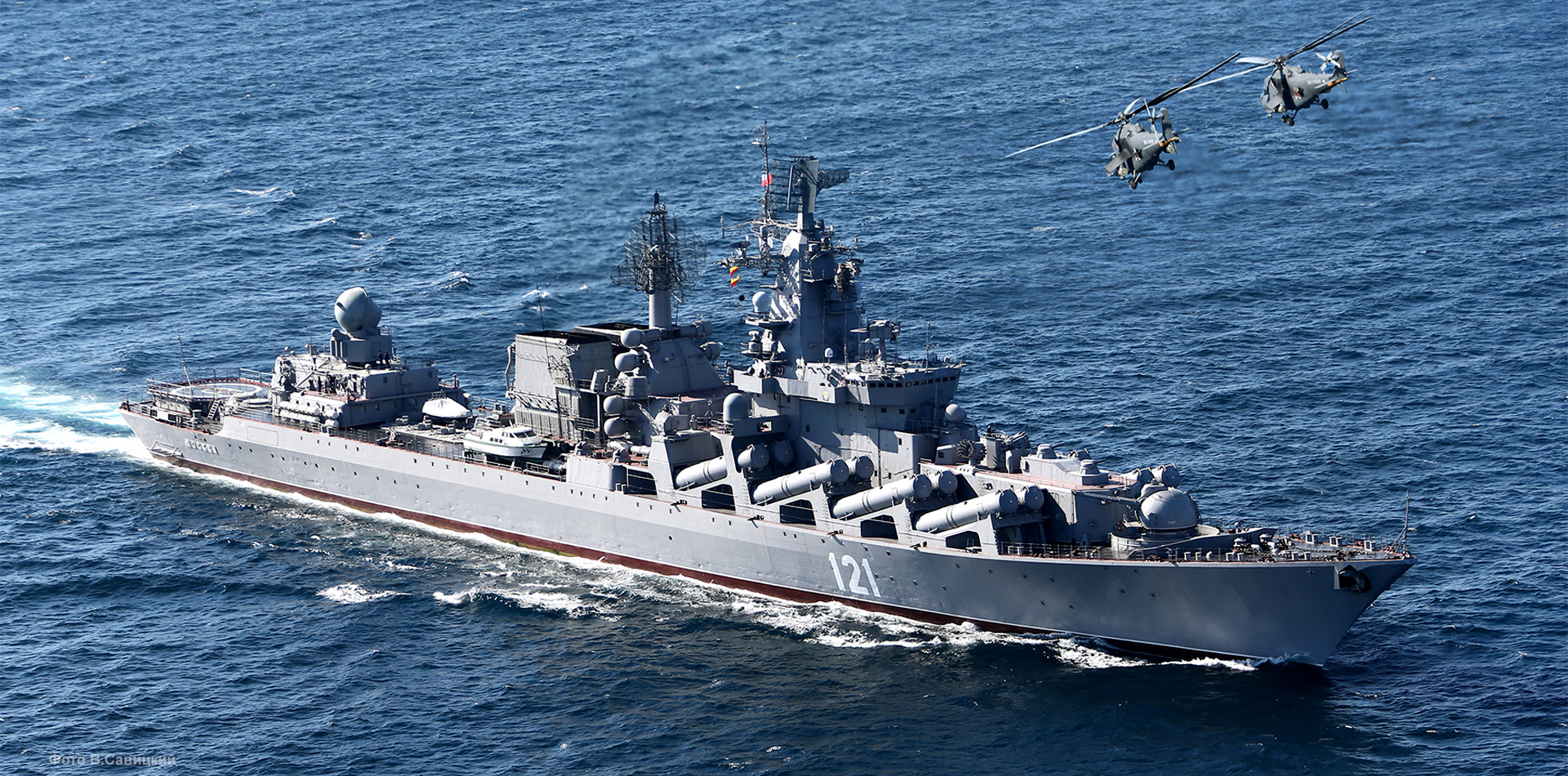
Le croiseur Moskva en 2012. En avril 2022, l'Ukraine le coule au moyen de missiles Neptune.

Le 13 avril 2022, lors de l'invasion russe de l'Ukraine, le croiseur Moskva, navire amiral de la flotte russe en mer Noire, est touché par deux missiles Neptune, entraînant une explosion de munitions,,.
Le ministère russe de la Défense, dans une déclaration officielle, fait état d’un incendie accidentel qui a fait exploser des munitions. Après avoir diffusé une vidéo montrant les rescapés du Moskva, le Kremlin annonce le 22 avril un bilan humain de la perte de son croiseur, en faisant état d’un mort et de 27 disparus. Selon des sources ukrainiennes, le capitaine de vaisseau Anton Kouprine, commandant du navire, aurait été tué dans l'explosion et l'incendie.
Le 14 avril 2022, le croiseur Moskva coule en mer Noire, non loin de la Crimée.

## Caractéristiques
Une fois déployé, un système de défense côtière Neptune comprend un lanceur mobile basé sur un camion USPU-360, quatre missiles, un véhicule de transport/rechargement TZM-360, un véhicule de commandement et de contrôle RCP-360 et un véhicule cargo spécial. Le système est conçu pour fonctionner jusqu'à 25 kilomètres à l'intérieur de la zone littorale.
Un missile Neptune avec son moteur-fusée mesure 5,05 mètres de longueur, avec une aile rigide en forme de croix. Les missiles Neptune sont conçus pour être logés dans des conteneurs de transport et de lancement (TLC) mesurant 5,3 par 0,6 mètres. Le système a une portée maximale d'environ 300 kilomètres. Un seul missile a une masse de  870 kg, dont 150 pour l'ogive.

## Galerie

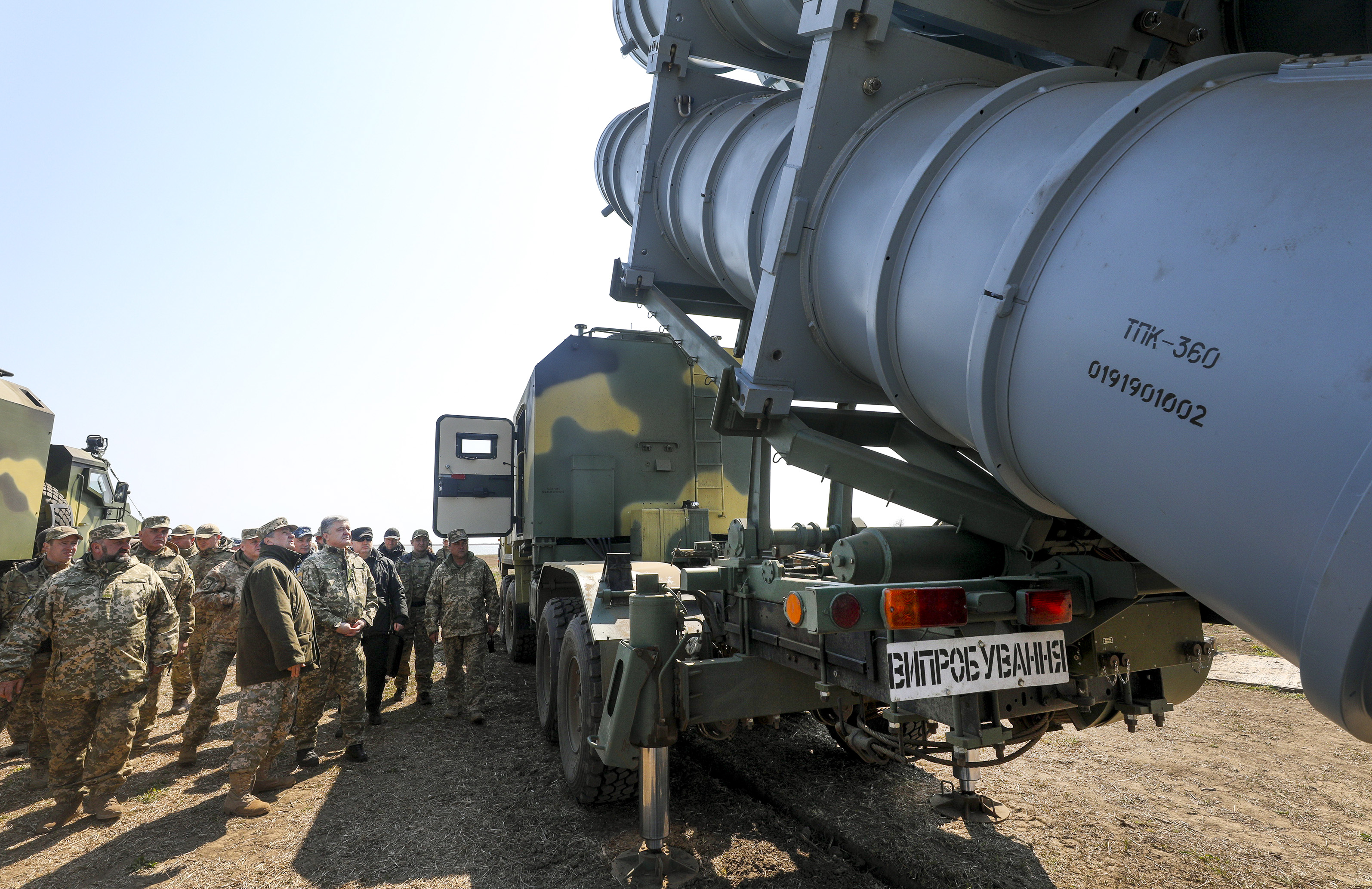
Sur un châssis KrAZ-7634HE.
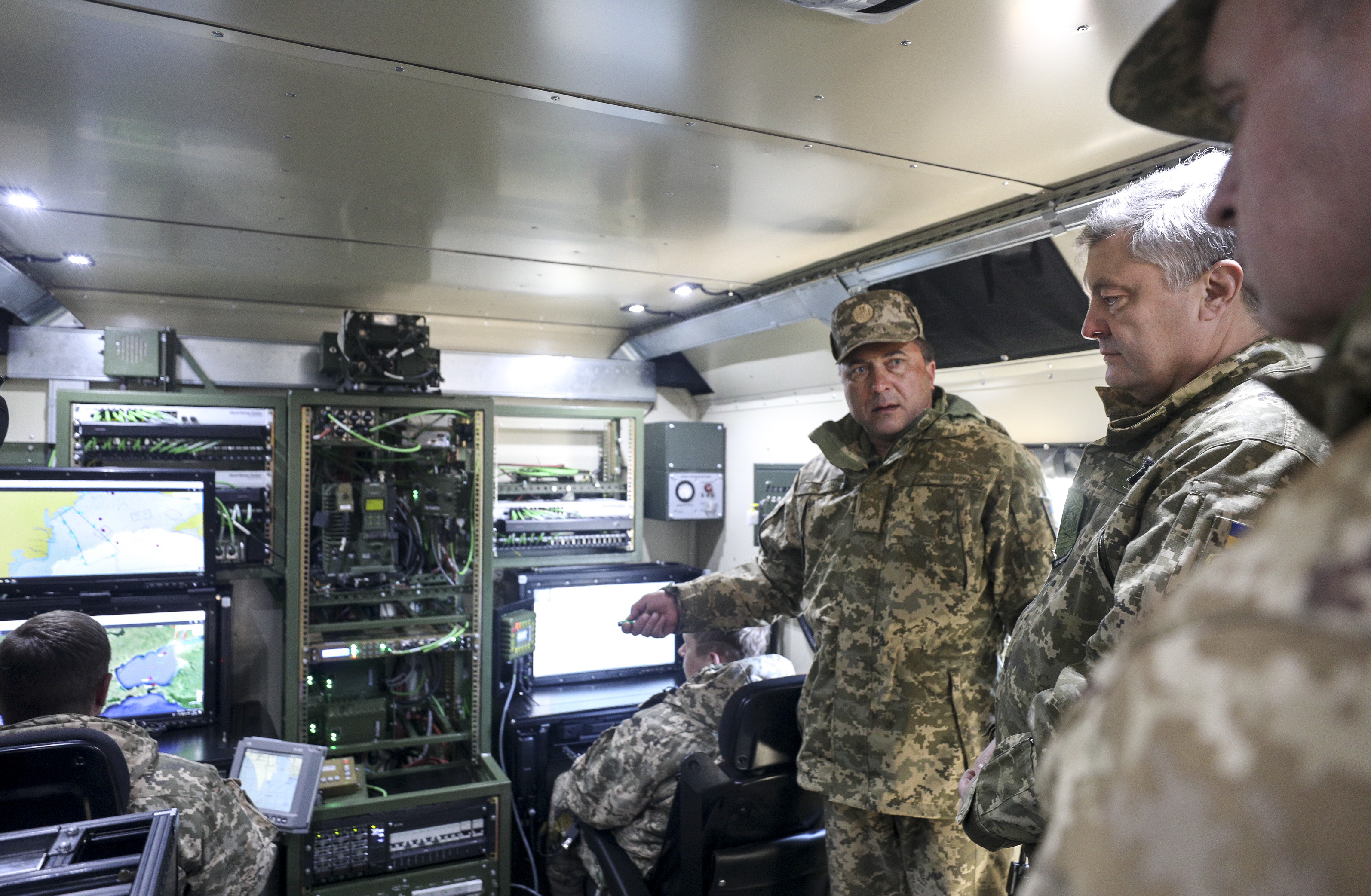
Le Président Petro Porochenko visitant la cabine d'un lanceur.
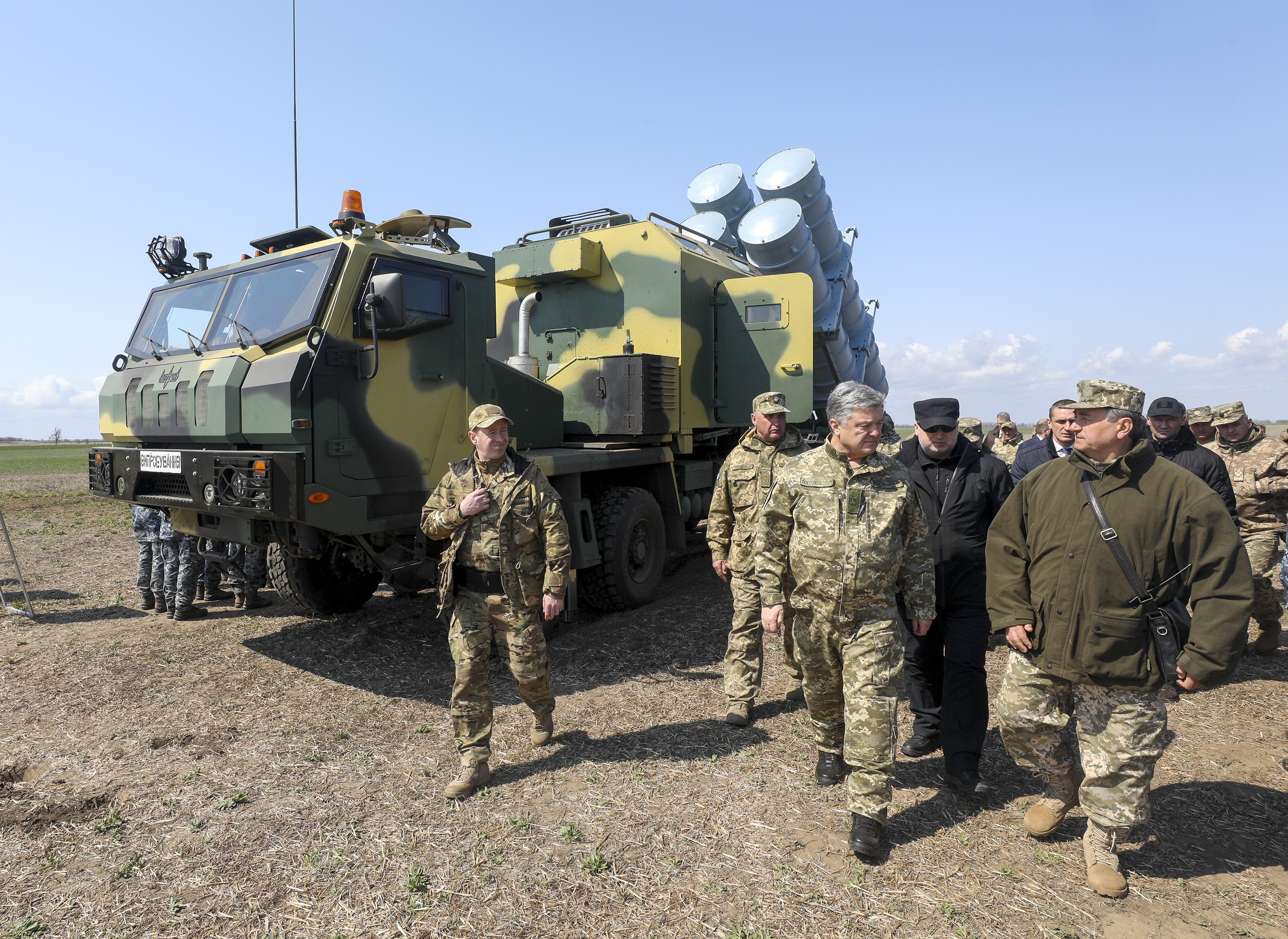
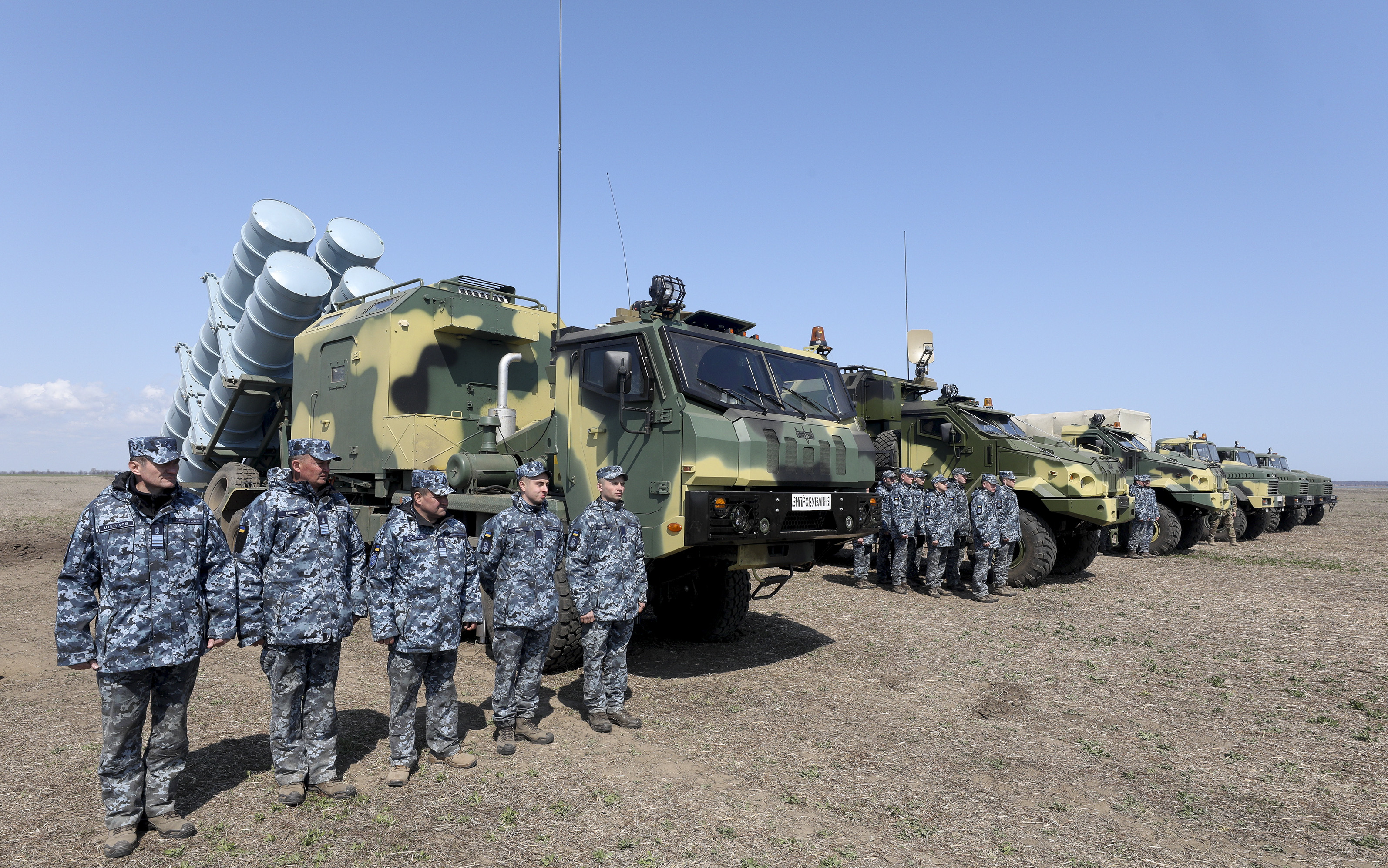
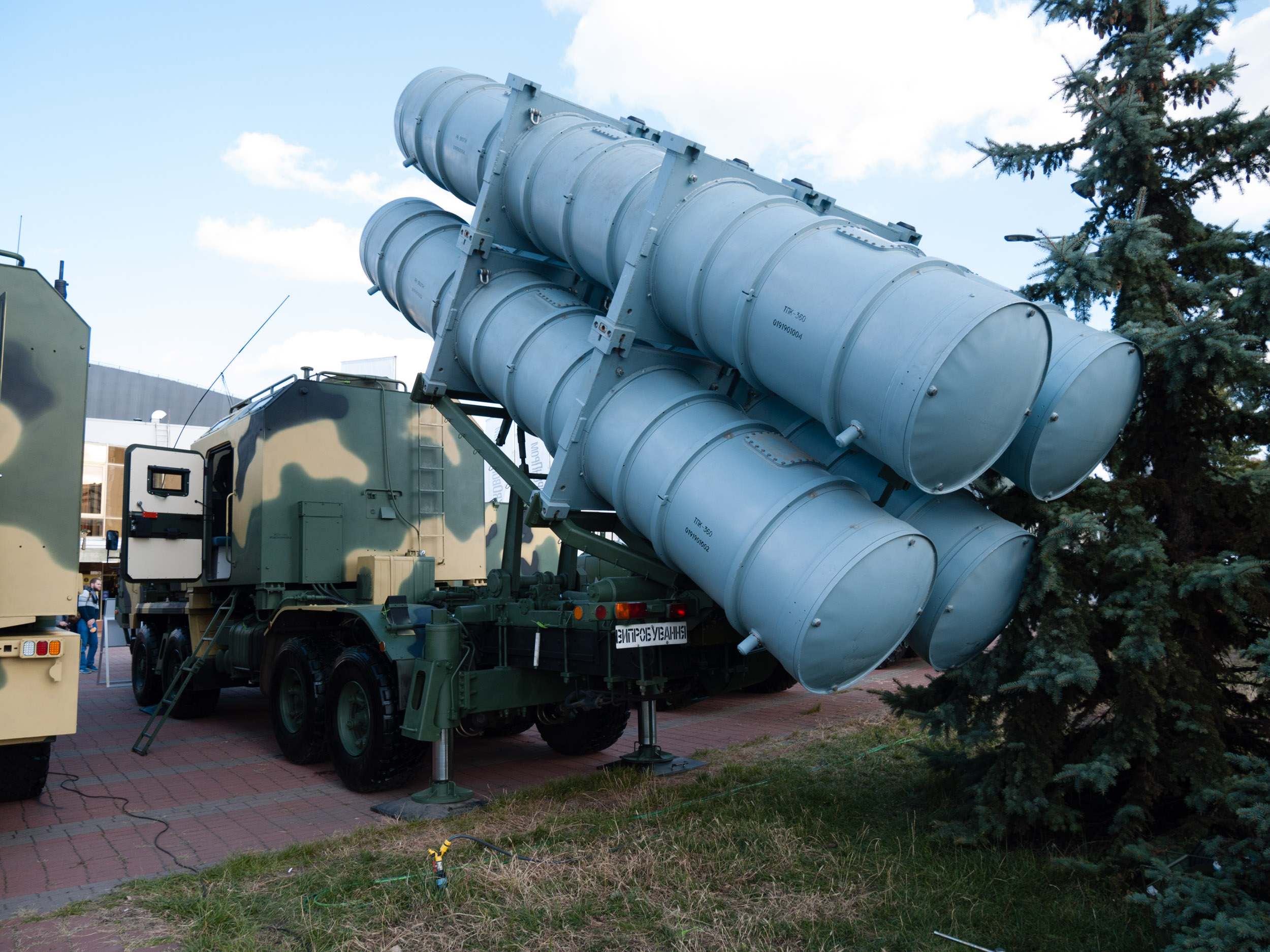
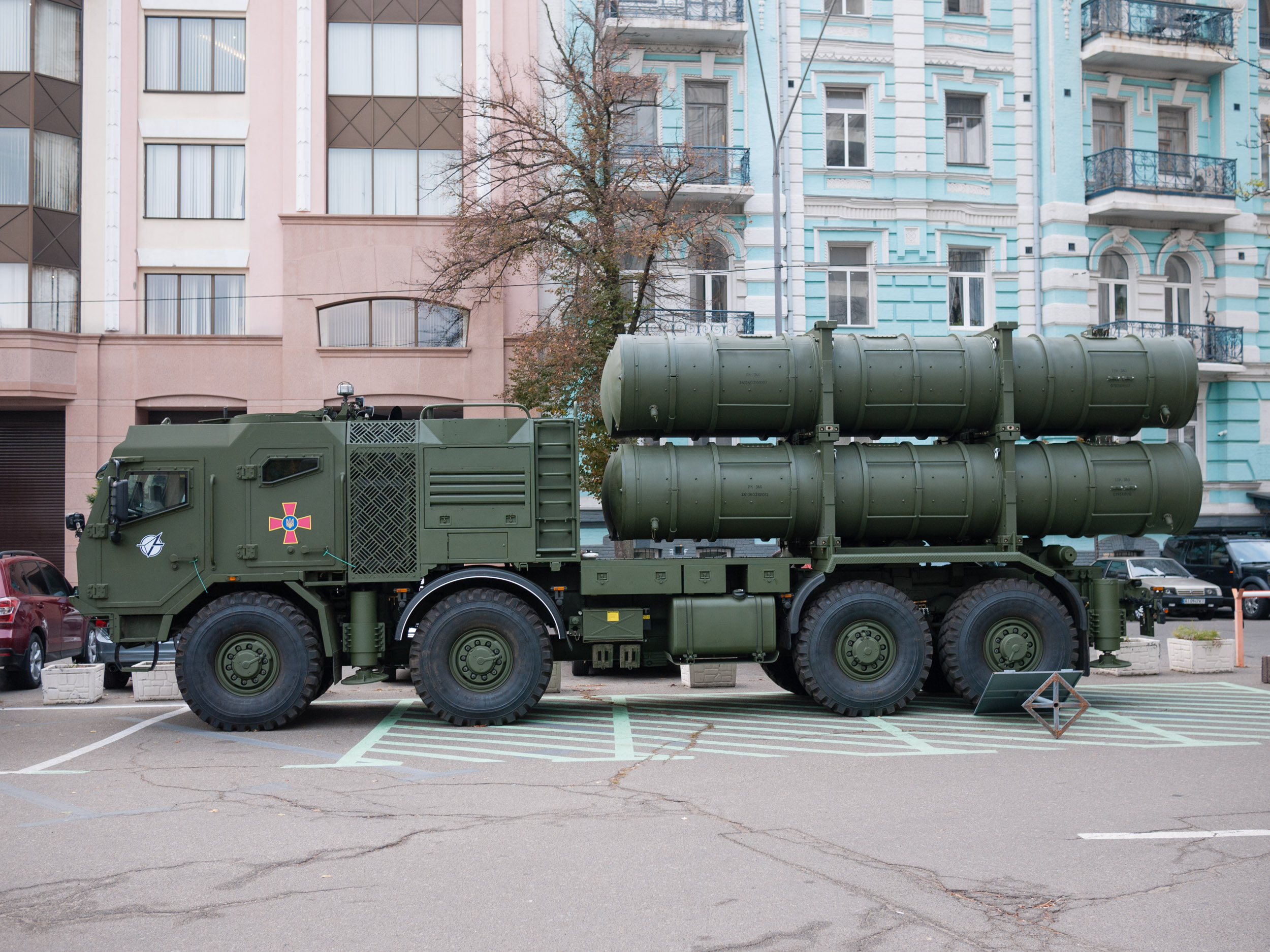
Parade avec un châssis Tatra 815-7.
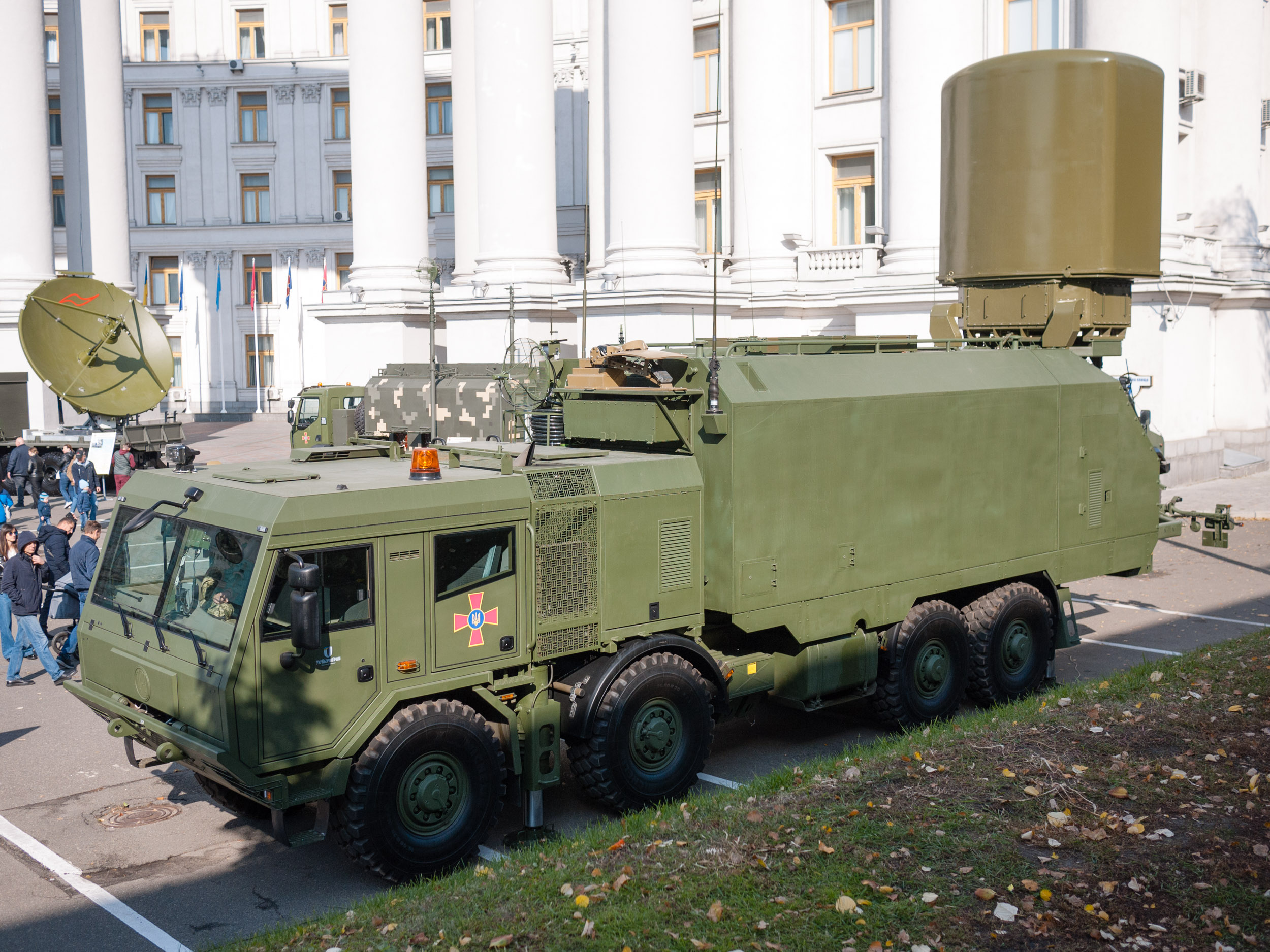
Antenne radar déployée.
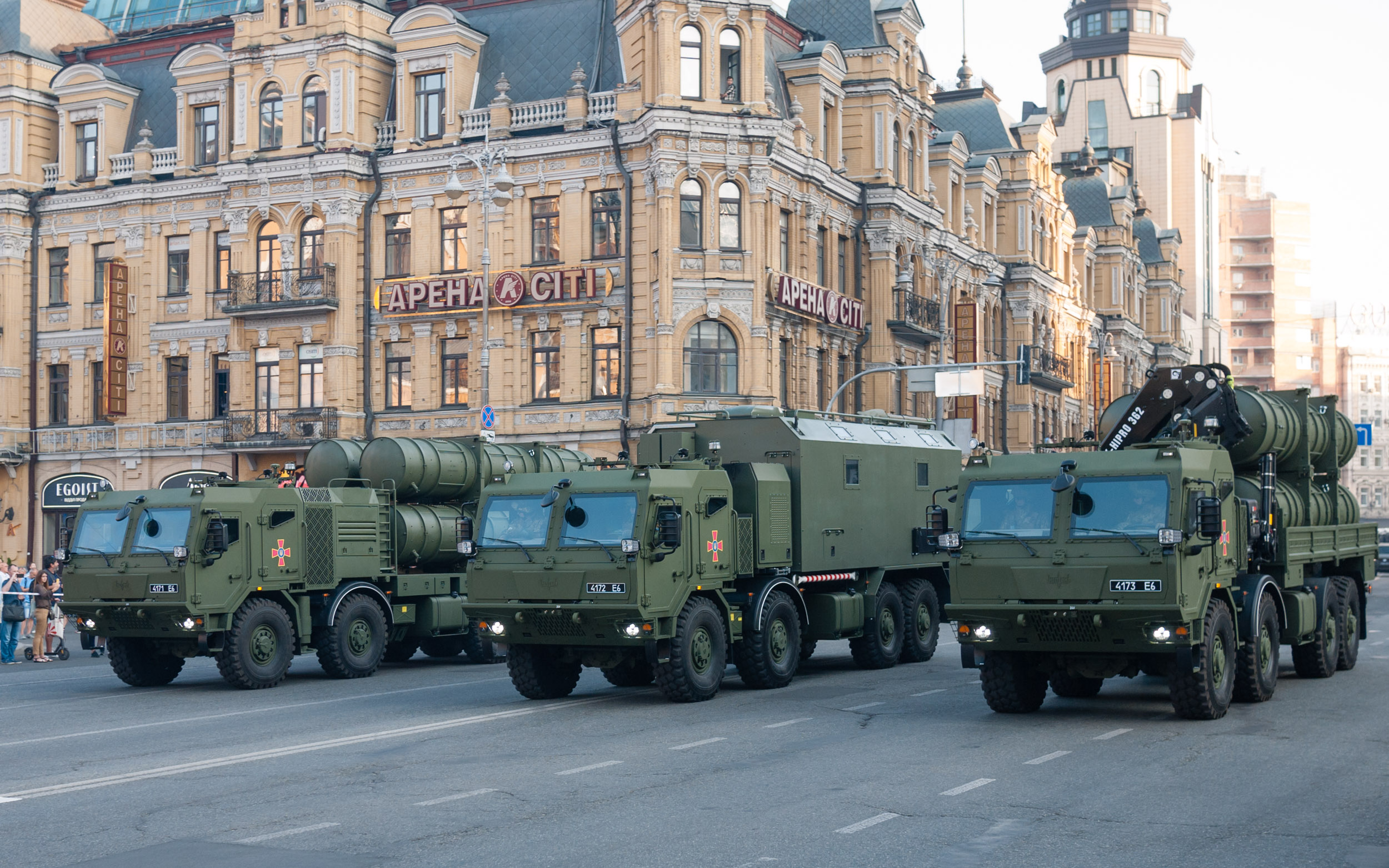

- Image d'un lancement